# Jeanne Brousse

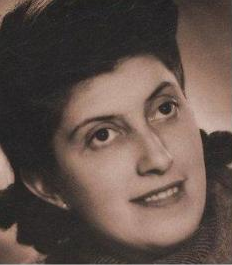
Jeanne Maurier, 1942

Jeanne Brousse, auch genannt Jeannette Maurier-Brousse (* 12. April 1921 in Saint-Pierre-de-Curtille im Département Savoie als Jeanne Élise Adèle Maurier; † 19. Oktober 2017 in Annecy im Département Haute-Savoie) war eine französische Widerstandskämpferin während des Zweiten Weltkriegs und eine Gerechte unter den Völkern.

## Leben

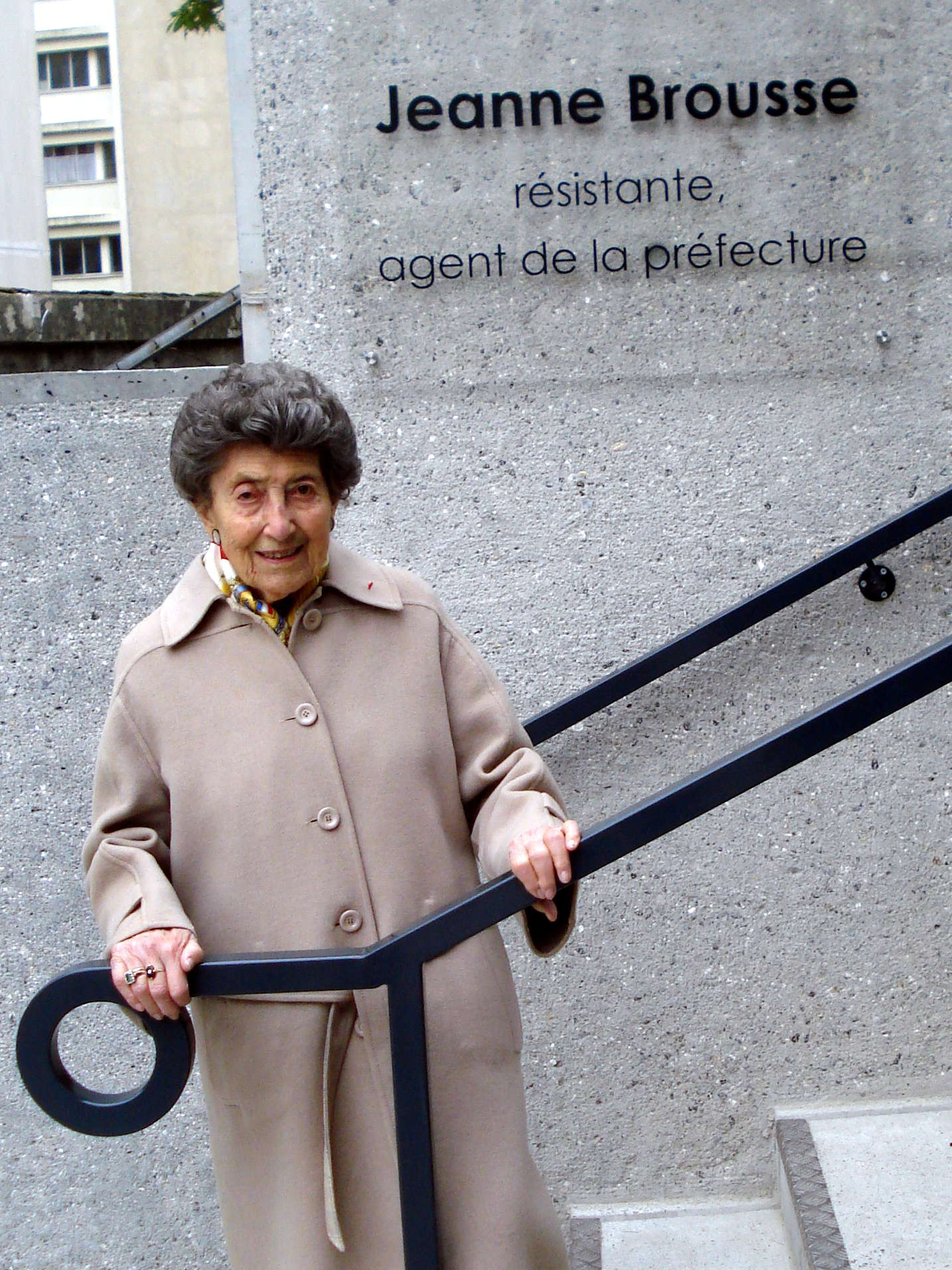
Jeanne Brousse, April 2014

Jeanne Maurier wuchs in Annecy auf. Ihr Vater, ein Veteran, kehrte vergast aus dem Ersten Weltkrieg zurück und arbeitete in der Präfektur des Départements Haute-Savoie. Mit 18 Jahren wollte sie ein Studium beim Französischen Roten Kreuz in Paris beginnen, doch der Kriegsausbruch hinderte sie daran.

### Kriegszeiten (1939–1945)
1939 trat Jeanne Maurier als Angestellte bei der Präfektur des Departements Haute-Savoie in Annecy ein. Sie wurde in der Abteilung für Einbürgerungen eingesetzt. Ab 1941 arbeitete sie in der neu geschaffenen Flüchtlingsabteilung, die den Flüchtlingen, die in der Region ankamen, helfen sollte. Im November 1942 wurde sie von Suzanne Aron (Benoit-Lévy) gebeten, ihr bei der Beschaffung von Personalausweisen zu helfen. Sie brauchte auch Ausweise für die drei Töchter des Rabbiners von Valence, Henri Schilli, für den sie das Sorgerecht hat.
Jeanne Maurier begann die ersten sieben gefälschten Personalausweise herzustellen, von denen vier auf den Namen Caron lauten, drei weitere für die Schilli-Kinder, indem sie deren Namen in Sureau umwandelte, letztere fanden zusammen mit den Aron-Kindern ein Versteck auf dem Bauernhof von Jeanne Mauriers Großeltern.
Ab Februar 1943 half sie dann jungen Männern der Jahrgänge 1919, 1920 und 1921, die zum Pflichtarbeitsdienst service du travail obligatoire eingeteilt waren. Durch ihre Arbeit in der Präfektur erhielt sie einen Nachtpassierschein und nutzte diesen, um nach ihrer Arbeit die Familien zu benachrichtigen, nachdem sie die Liste der vorgeladenen Personen gesehen hatte.
Sie lernte im März 1943 Geneviève de Gaulle-Anthonioz kennen, die jemanden suchte, der illegale Zeitungen austrägt. Sie half ihr, Verweigerer mit gefälschten Ausweispapieren zu versorgen.
Sie erleichterte Flüchtlingen den Weg in die Schweiz mithilfe der Eisenbahner der Bahnlinie Annemasse-Genf Eaux-Vives, der reformierten Kirche von Annemasse und der Pfarrersfrau Jeanne Bach.
Im September 1944 heiratete sie Jean Brousse, einen Kollegen, der damals im Büro des Präfekten arbeitete.

### Nachkriegszeit

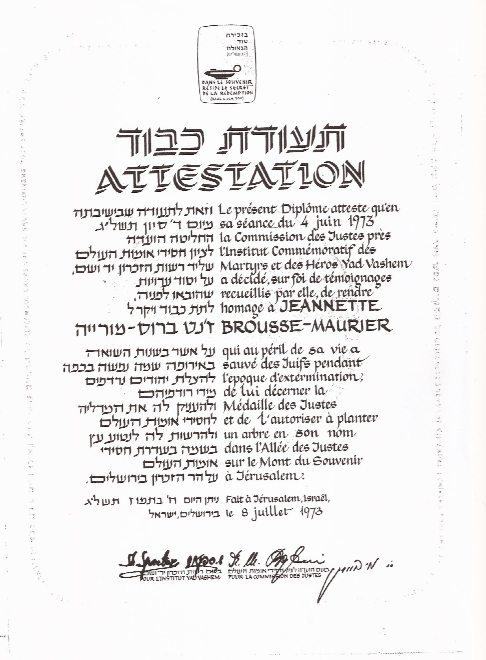
Bescheinigung der Medaille der Gerechten von Jeanne Brousse (1973).

Nach dem Krieg bezeugte Rabbi Schilli, der Leiter des Séminaire israélite de France wurde, die Rolle von Jeanne Brousse bei seiner Rettung sowie der seiner drei Töchter Françoise, Nicole und Danielle.
1973 verlieh ihr der Staat Israel den Titel „Gerechte unter den Völkern“. 1974 erhielt sie vom israelischen Generalkonsul in Paris die Medaille der Gerechten und wurde eingeladen, in Jerusalem einen Baum im Garten der Gerechten in Yad Vashem zu pflanzen.
Ihr Name wurde auf der Ehrenwand der Gerechten im United States Holocaust Memorial Museum in Washington eingetragen.
Jeanne Brousse war 1981 eines der Gründungsmitglieder der französischen Sektion der Vereinigung „Die Gerechten der Nationen“. Sie trat 1987 dem französischen Komitee von Yad Vashem bei und war mehrere Jahre lang dessen Vizepräsidentin. Sie ist außerdem Ehrenvorsitzende der „Sauveteurs héroïques de Haute-Savoie“ (Heroische Retter aus Hochsavoyen). Sie nimmt am Nationalen Wettbewerb zum Widerstand und zur Deportation teil, indem sie in Schulen als Zeugin auftritt, sowie an den Nationalen Tagen gegen Rassismus und Antisemitismus. Sie ist Mitglied der Jury des Departementswettbewerbs zum Thema Widerstand und Deportation.
Am 2. November 1997 weihte sie in Anwesenheit der französischen Regierungssprecherin Catherine Trautmann die nationale Gedenkstätte für die Gerechten, „La clairière des Justes“, in Thonon-les-Bains ein.
Im März 2005 begleitete sie den offiziellen Besuch von Premierminister Jean-Pierre Raffarin in Israel bei der Einweihung des neuen Holocaust-Museums in Yad Vashem in Anwesenheit von Simone Veil.
Ihr Name befindet sich auf der Mauer der Gerechten, die 2006 im Mémorial de la Shoah in Paris eingeweiht wurde.
2008 ehrte sie das Théâtre Circus mit der Inszenierung des kollektiven Schauspiels „Juste rebelle“.

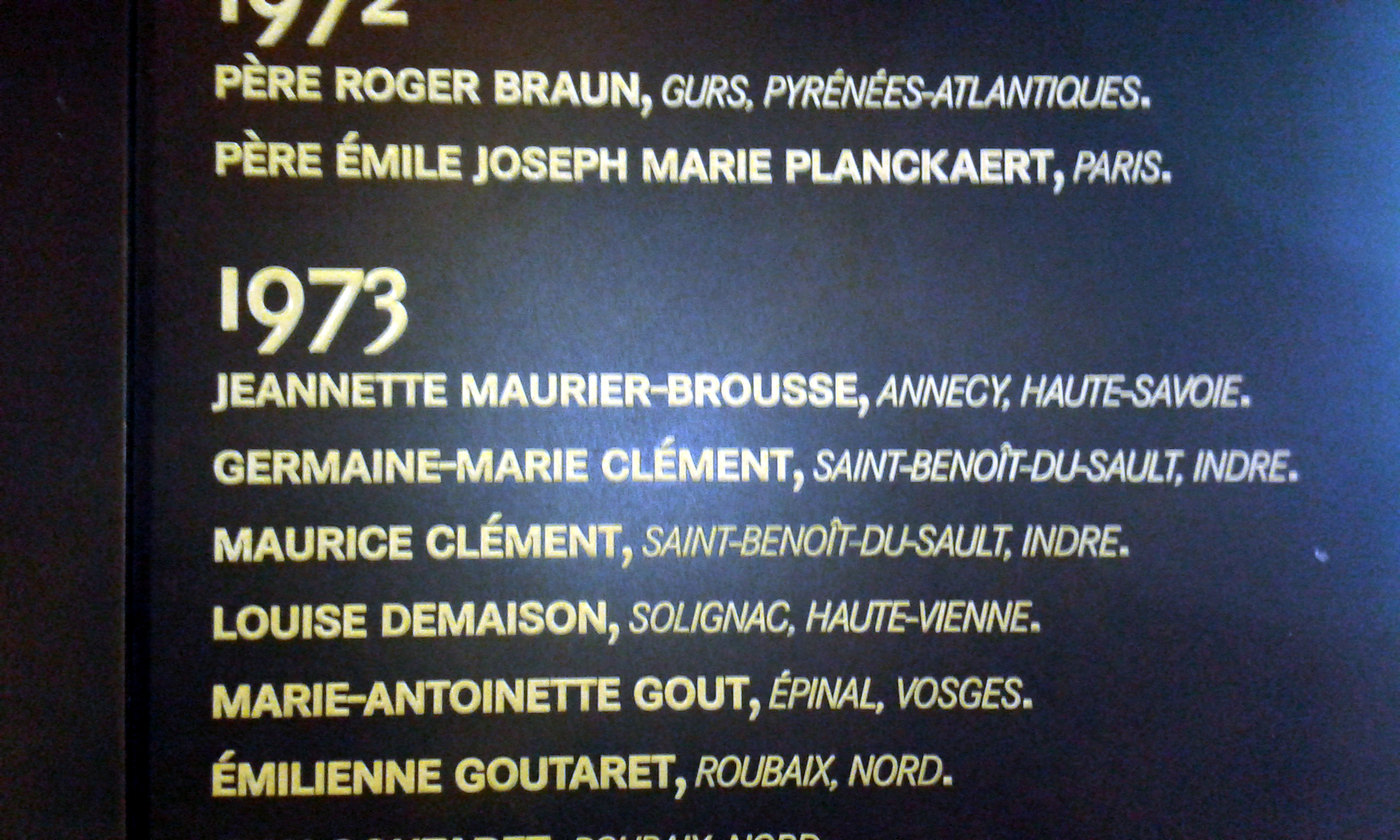
Eintragung von Jeannette Maurier-Brousse auf der Mauer der Gerechten im Holocaust-Memorial in Paris.

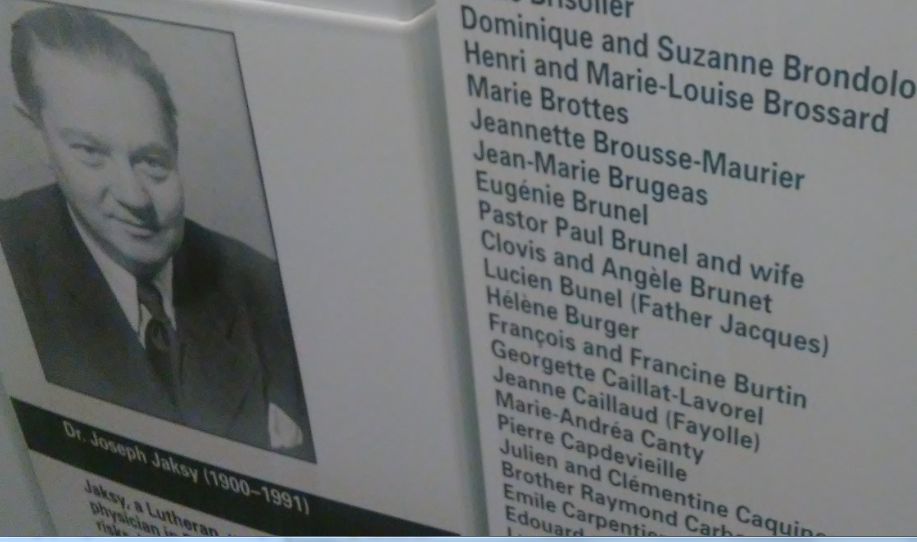
Eintragung von Jeanne Brousse auf der Ehrenwand des Holocaustmuseums in Washington.

Am 18. April 2014 wurde das neue Gebäude der Abteilung für Migration und Integration der Präfektur des Departements Haute-Savoie in Annecy nach ihr benannt.

## Bibliografie
- Laurent Neury, L’espoir au bout du pont. Histoire et mémoire de la filière de Douvaine (1939–1945), Cabédita, 2019.
- Jean-Claude Plat, Bernard Iselin, Ces dames qui ont illustré la Savoie, co-édition, 2003, S. 179–190.
- Agnès Poncet, Isabelle Wagner, Les armes de Jeanne (1940–1945), Verlag Le Vieil Annecy, 2005.
- « Jeannette Brousse-Maurier », in Israel Gutman, Lucien Lazare, Dictionnaire des Justes de France, Jérusalem und Paris, Yad Vashem und Arthème Fayard, 2003, ISBN 2-213-61435-0, S. 126.
- Jean-Marie Jeudy, Femmes et rebelles du XVe au XXIe siècle en Savoie, Verlag En Train de lire, 2007, S. 183–200.

## Auszeichnungen
- 1973: Gerechte unter den Völkern[14]
- 1976: Offizier des Verdienstordens für Kämpfer – Geheimdienst
- 1976: Croix du Combattant Volontaire de la Résistance (Kreuz des freiwilligen Widerstandskämpfers)
- 1997: Ritter des Verdienstordens Ordre national du Mérite
- 2004: Ritter der Ehrenlegion[15]
- 2008: Ritter des Verdienstordens Ordre des Palmes Académiques

## Filmografie
- 1993: Tsedek – Les Justes, Dokumentarfilm von Clara und Marek Halter[16]
- 1998: Le courage discret des justes, Envoyé spécial, 2. April 1998, France 2[17]

## Radiosendungen
- 2. bis 6. Januar 2017: Gens d’ici auf France Bleu[18][19][20][21][22]
- 27. Oktober 2017: Hommages auf Studio Qualita[23]